# Antonius M. J. F. Michels
Antonius Mathias Johannes Friedrich Michels (* 31. Dezember 1889 in Amsterdam; † 2. August 1969 ebenda) war ein niederländischer Physikochemiker.
Michels wurde 1924 bei Philipp Abraham Kohnstamm an der Universität Amsterdam cum laude promoviert und war ab 1929 Lektor, ab 1939 außergewöhnlicher Professor und ab 1957 Professor an der Universität Amsterdam. Ab 1960 hatte er einen Lehrstuhl für Molekülphysik. 1951 wurde er zum Mitglied der Königlich Niederländischen Akademie der Wissenschaften (KNAW) gewählt.
Er befasste sich mit chemischer Thermodynamik und Hochdruckchemie.
In den 1920er Jahren waren eine Reihe von Chemikern von Imperial Chemical Industries bei ihm in Amsterdam um sich in Hochdruckchemie ausbilden zu lassen, unter anderem Reginald Oswald Gibson und Michael Willcox Perrin, die zu den Entwicklern von Polyethylen bei ICI gehörten (einem Produkt der Hochdruckchemie). Zu seinen Doktoranden gehörte die niederländisch-amerikanische Physikerin Anneke Levelt Sengers und der niederländische Physiker Jan de Boer.